# Tamiami Trail
Tamiami Trail (som uttalas "tammy-amee" så det rimmar) är de sydligaste 443 km (275 miles) av U.S. Route 41 från State Road 60 i Tampa till U.S. Route 1 i Miami, Florida.
Den 266 km (eller 165 mile) långa nord-sydliga delen sträcker sig till Naples, där den blir en öst-väst väg som passerar genom Everglades (och bildar del av den norra gränsen till Everglades nationalpark) innan den blir Southwest Eighth Street i Miami-Dade County (“Calle Ocho” i Little Havana delen av Miami).